# Frankenbund
Der Frankenbund e. V. ist eine Vereinigung für alle, die an fränkischer Geschichte und Kultur Interesse haben und mehr über Kunst, Literatur, Mundart, Natur, Musik und Brauchtum in dieser Region erfahren wollen. In seinen Gruppen vor Ort bietet er ein vielfältiges und preiswertes Kulturangebot.
Mit zurzeit 26 Gruppen und 7000 Mitgliedern ist der Frankenbund in Unter-, Mittel- und Oberfranken, in Südthüringen und Tauberfranken aktiv.
Der Frankenbund wird in der öffentlichen Wahrnehmung bisweilen mit dem Fränkischen Bund verwechselt, einer Vereinigung zur Stärkung des fränkischen Bewusstseins. Der Frankenbund tritt seit seiner Gründung 1920 für ein selbstbewusstes Franken im Freistaat Bayern ein.

## Geschichte
Der Frankenbund wurde am 11. Oktober 1920 unter Leitung des Bamberger Gymnasiallehrers Peter Schneider (1882–1958) in Würzburg gegründet. Er sah die Vereinigung als „Bund zur Kenntnis und Pflege des fränkischen Landes und Volkes“. Bereits 1921 in seiner ersten Satzung legte sich der Frankenbund auf eine konfessionelle und parteipolitische Neutralität fest. Auch verwarf er jede Art separatistischer Ausrichtung. Ihm ging es nie um eine Loslösung Frankens aus dem politischen Verband des Freistaates Bayern. Bis heute setzt sich der Frankenbund für ein starkes Franken in Bayern ein.
Ziel ist es, die fränkische Kultur zu fördern und das kulturelle Erbe Frankens lebendig zu halten und zu pflegen. Es soll ein Heimatbewusstsein entwickelt werden, dass seine Wurzeln in den jeweiligen örtlichen Gegebenheiten Frankens hat. Der Frankenbund sammelt, erhält und erkundet Zeugnisse fränkischer Geschichte und Tradition, um sie verbunden mit Ergebnissen wissenschaftlicher Forschungen auf den Gebieten der Landes- und Volkskunde, in Kunst und Geschichte möglichst vielen Menschen zu veranschaulichen und weiterzugeben und somit erlebbar zu machen.

## Zeitschrift
Unter wechselndem Namen wird seit 1914 die schon ältere Zeitschrift „Frankenland“, seit 1920 als Vereinszeitschrift, herausgegeben. Seit 1954 wieder kontinuierlich unter diesem Namen. erschienen, umfasst die Jahresausgabe derzeit vier reguläre Hefte und ein Sonderheft mit einem Gesamtumfang von etwa 380 Seiten; die jeweilige Auflage liegt bei 3.700 Exemplaren pro Ausgabe. In Frankenland Online sind alle Ausgaben bis 2005 in Zusammenarbeit mit der Universität Würzburg digital erreichbar.
Mit Ausgabe 2/2022 wurde die Zeitschrift Frankenland digital verfügbar gemacht.

## Kulturpreis
Der Frankenbund vergibt jährlich einen mit Geld dotierten Kulturpreis an eine durch Leben oder Werk mit Franken verbundene Persönlichkeit.

### Kulturpreisträger
| Verleihungsjahr | Name                    | Beruf/Tätigkeit                          |
| --------------- | ----------------------- | ---------------------------------------- |
| 1991            | Liselotte (Lena) Hutter | Volkssängerin                            |
| 1992            | Karin Dengler-Schreiber | Historikerin, Archivarin                 |
| 1993            | Godehard Schramm        | Schriftsteller, Lyriker                  |
| 1996            | Günther Wölfing         | Heimatforscher, Autor                    |
| 1997            | Carlheinz Gräter        | Schriftsteller, Historiker, Volkskundler |
| 2000            | Adrian Arthus Senger    | Kunsthistoriker, Kurator                 |
| 2001            | Gunter Ullrich          | Maler, Grafiker                          |
| 2013            | Eberhard Wagner         | Mundartforscher und -autor               |
| 2018            | Georg Denzer            | Journalist, Heimatforscher               |

## Bundesvorsitzende
- 1920–1958: Peter Schneider
- 1958–1984: Helmuth Zimmerer
- 1984–2003: Franz Vogt
- seit 2003: Paul Beinhofer

## Gruppen und angeschlossene Vereine
Der Frankenbund besteht aus Gruppen, die er selbst gegründet hat, und Vereinen, die sich dem Verband angeschlossen haben.

### Gruppen
- Gruppe Ansbach[8]
- Gruppe Bad Neustadt an der Saale[9]
- Gruppe Bamberg[10]
- Gruppe Baunach[11][12]
- Gruppe Bayreuth[13][14]
- Gruppe Kitzingen[15]
- Gruppe Marktbreit-Ochsenfurt[16][17]
- Gruppe Miltenberg[18]
- Gruppe Nürnberg[19][20]
- Gruppe Südthüringen[21]
- Gruppe Weißenburg[22][23]
- Gruppe Würzburg[24][25]

### Angeschlossene Vereine
- Historische Gesellschaft Coburg[26][27]
- Verein Freunde von Kirche und Schloss zu Eisfeld[28]
- Heimat- und Kulturverein Großrinderfeld[29][30]
- Kulturverein Grünsfeld[31]
- Historischer Verein Landkreis Haßberge[32][33]
- Geschichts- und Heimatverein Kreuzwertheim[34]
- „Der Pfeifer“ – Verein für Geschichte und Kultur Niklashausen[35]
- Historischer Verein Schweinfurt[36][37]
- Tauberfränkische Heimatfreunde e. V. Tauberbischofsheim[38]
- Heimatverein Volkacher Mainschleife[39][40]
- Kulturverein Wittighausen[41]